# Pavillon de l'oreille
Pour un article plus général, voir Oreille externe.

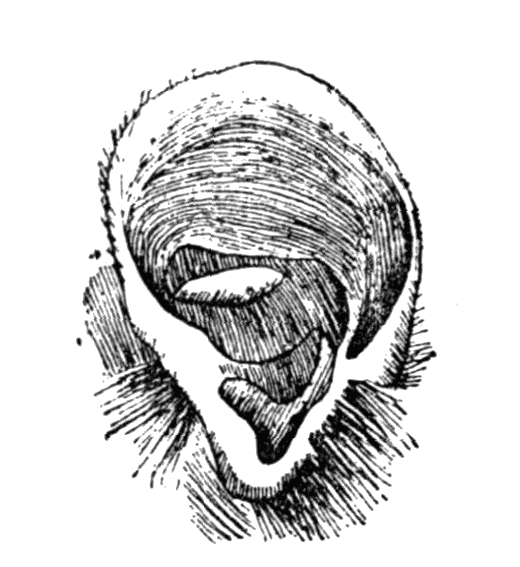
Pavillon auriculaire d'un lémur.

En anatomie, le pavillon de l'oreille, ou pavillon auriculaire, est la partie la plus visible de l'oreille externe. Il permet de mieux capter les sons et participe à la qualité de l'audition. Il peut aussi contribuer à rafraîchir l'organisme et, s'il est mobile, exprimer l'humeur chez l'animal, ventiler ou même servir de chasse-mouche au niveau de la tête.

## Anatomie
Le pavillon est une excroissance de tissus mous.
Le pavillon possède une structure squelette en cartilage semi-rigide ou mou, qui donne sa forme au pavillon et permet par élasticité le retour en position normale après une déformation ou un mouvement. Le cartilage n'est pas fixé directement au crâne mais est associé à divers muscles et tissus, ainsi qu'au conduit auditif externe.
Certaines espèces ont un tragus, c'est-à-dire une saillie du pavillon de l'oreille dont le sommet est tourné vers l'arrière et qui protège l'orifice du conduit auditif externe [le mot latin trăgus dérive du grec τράγος (tragos), bouc, cette saillie se couvrant de poils chez l'homme lorsqu'il avance en âge]. Chez d'autres espèces, ce sont des poils tournés vers l'intérieur qui assurent cette protection.
La peau et les tissus adipeux du pavillon sont généralement richement irrigués en sang, ce qui permet à certaines espèces de se rafraîchir par simple diffusion thermique vers l'air grâce à ce circuit secondaire.
De nombreux mammifères peuvent bouger le pavillon pour diriger leur ouïe. Différents muscles assurent la mobilité et l'orientation. Ceux-ci sont présents, mais atrophiés chez l'humain.

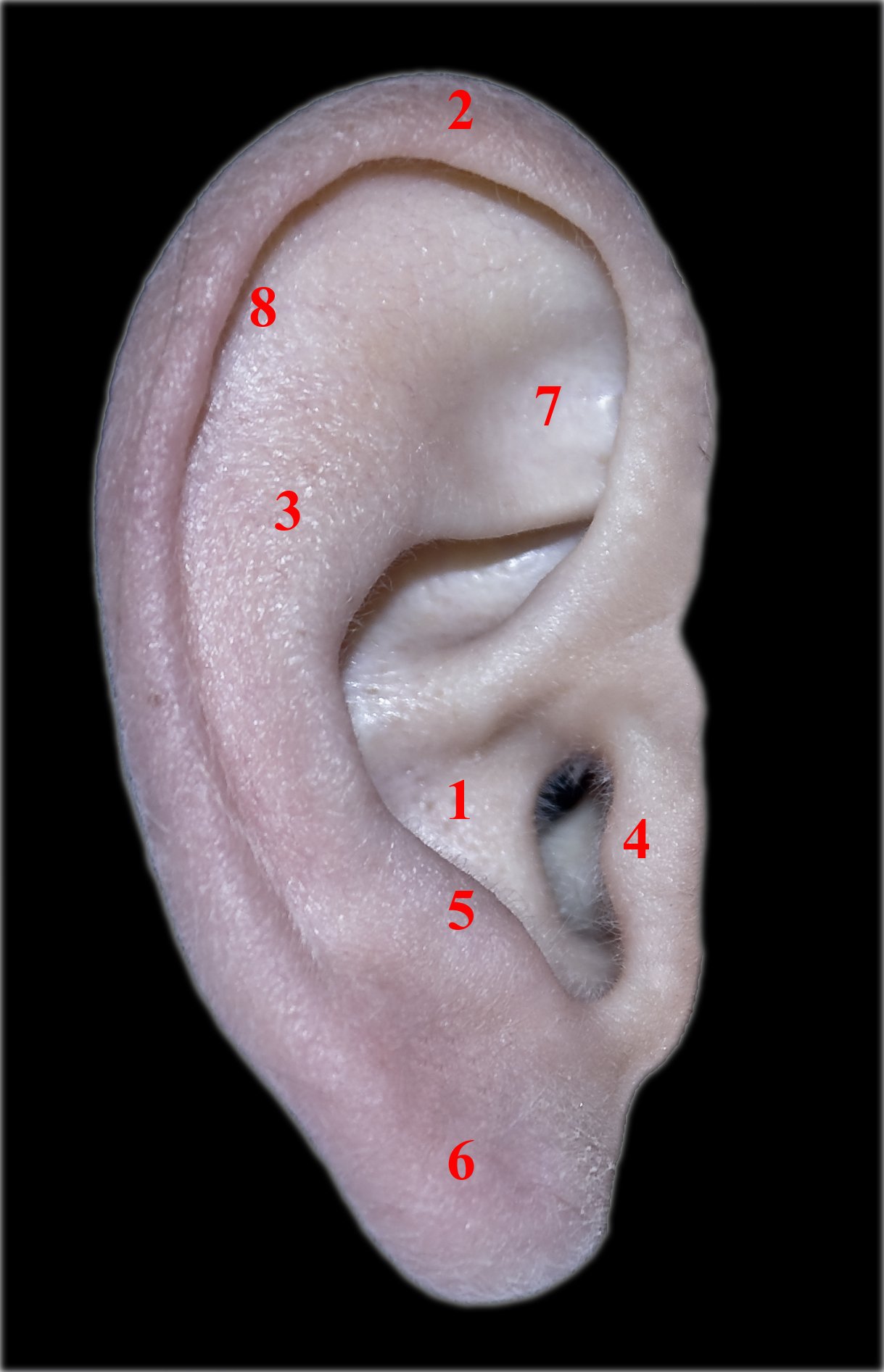
Parties de l'oreille droite humaine 1) Conque, 2) Hélix, 3) Anti-hélix, 4) Tragus, 5) Anti-tragus, 6) Lobule, 7) Fosse triangulaire, 8) Scapha.
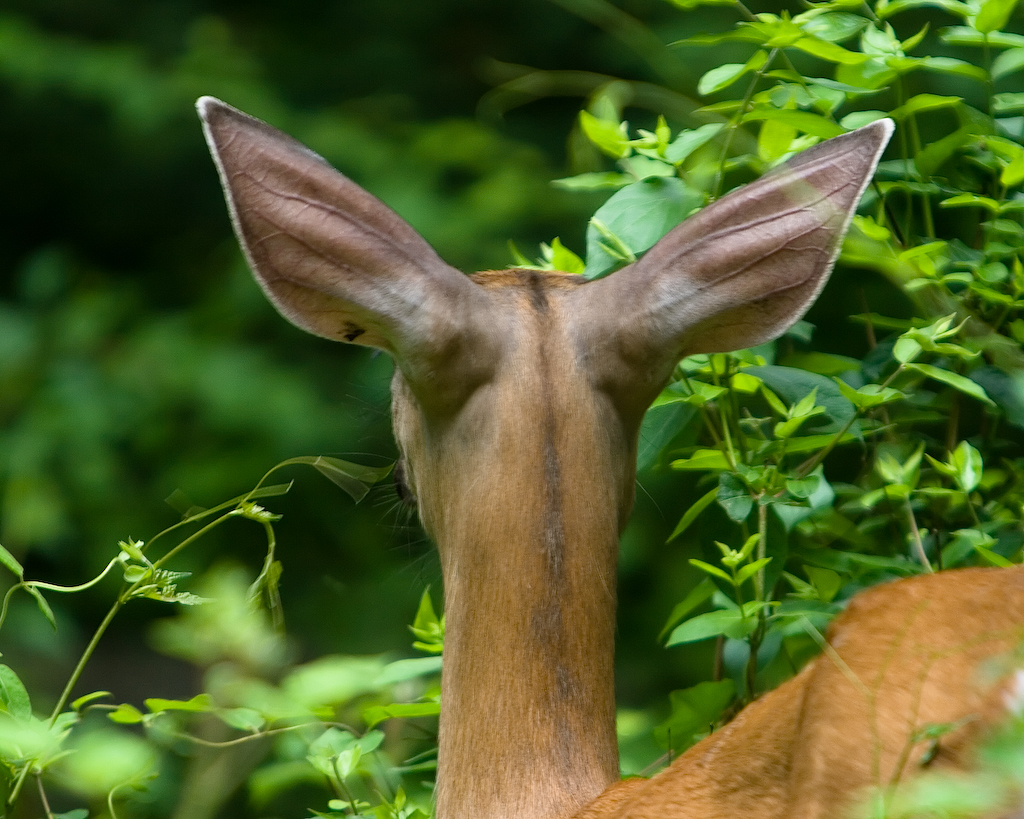
Pavillons fortement vascularisés (Cerf de Virginie)
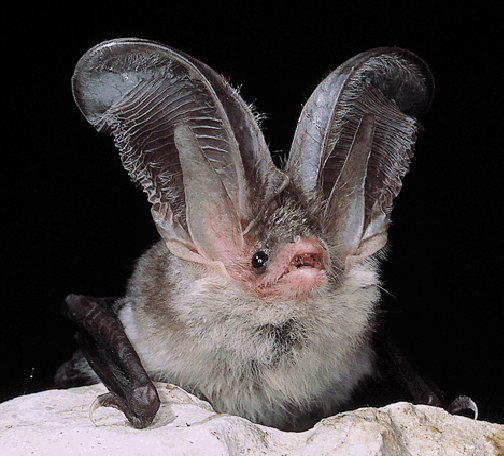
Le tragus protège le conduit auditif (Oreillard)
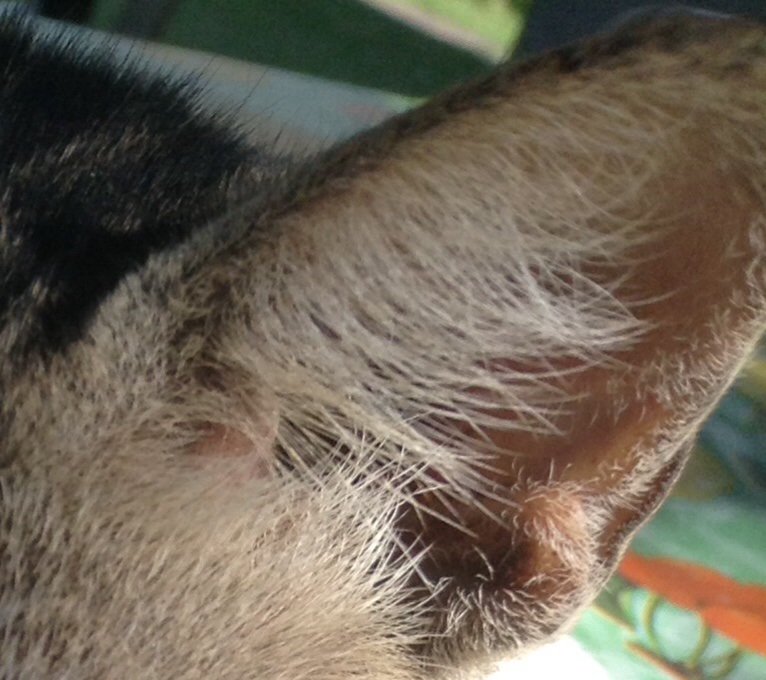
Pilosité protectrice (Chat)
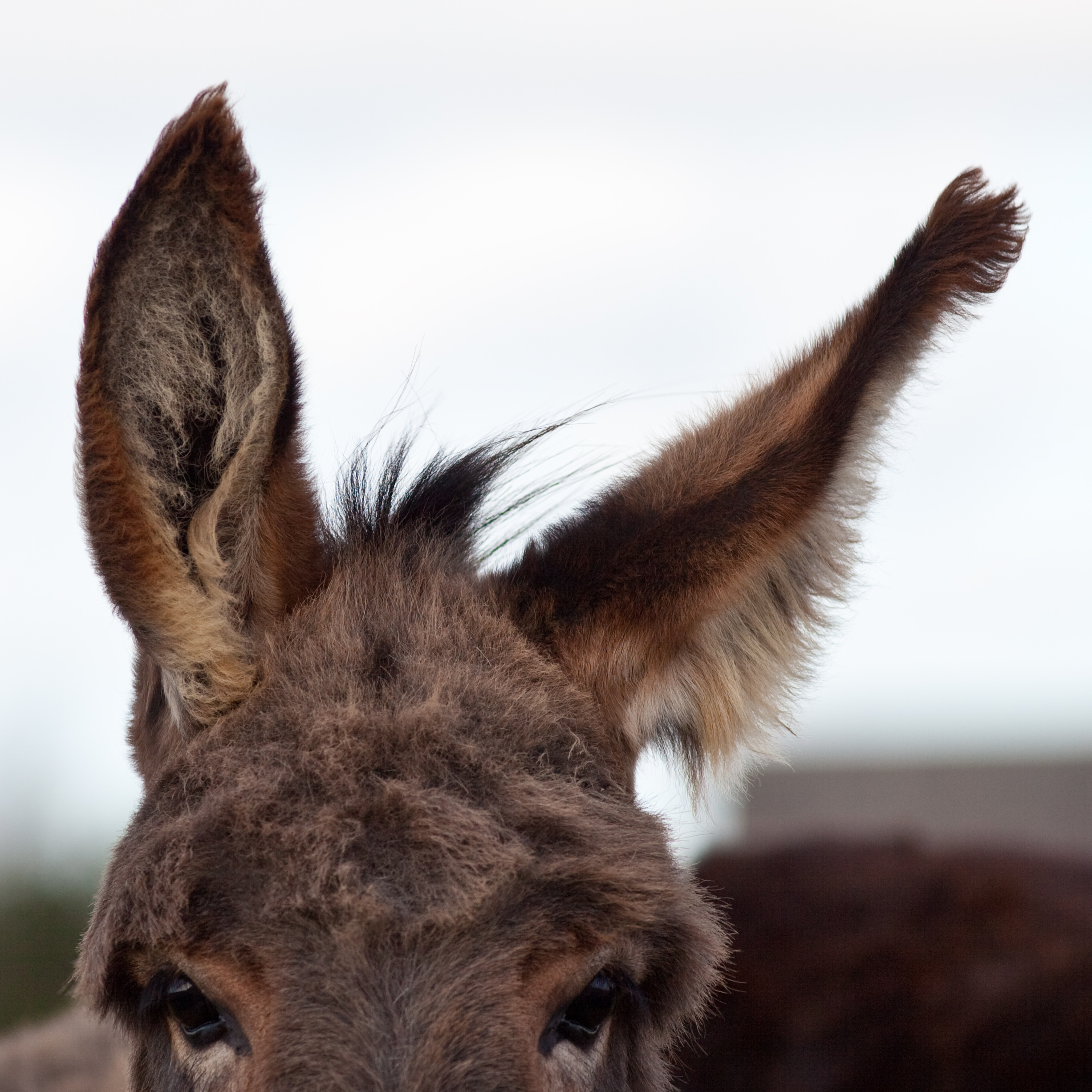
Pavillons orientables indépendamment (Âne commun)
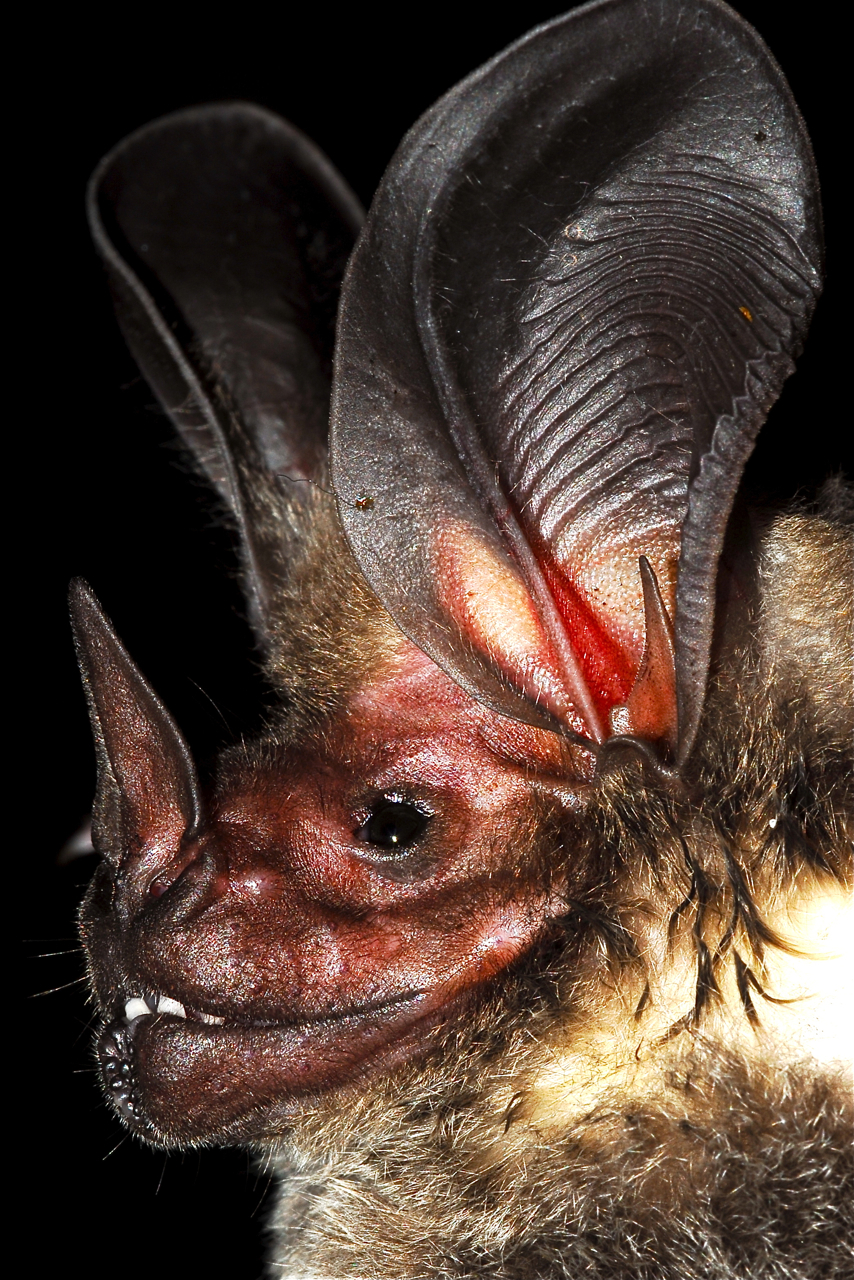
Oreilles très développées d'une chauve-souris, le Grand Lophostome

### Chez les animaux
Bon nombre d'animaux n'ont pas du tout de pavillon externe, ou bien il se réduit à une simple ébauche.
Chez les animaux dont le pavillon est mobile (réflexe de Preyer), celui-ci aide à mieux capter les sons. En cas d'alerte, ils sont non seulement dressés mais tendus dans la direction d'où vient le bruit. Parfois de façon indépendante l'un de l'autre, afin d'explorer l'horizon. À l'inverse, ils sont repliés en cas de son assourdissant.
Certains animaux qui ont des pavillons d'oreille pendants vont incliner la tête sur le côté pour dégager le conduit auditif externe afin de mieux capter les sons.

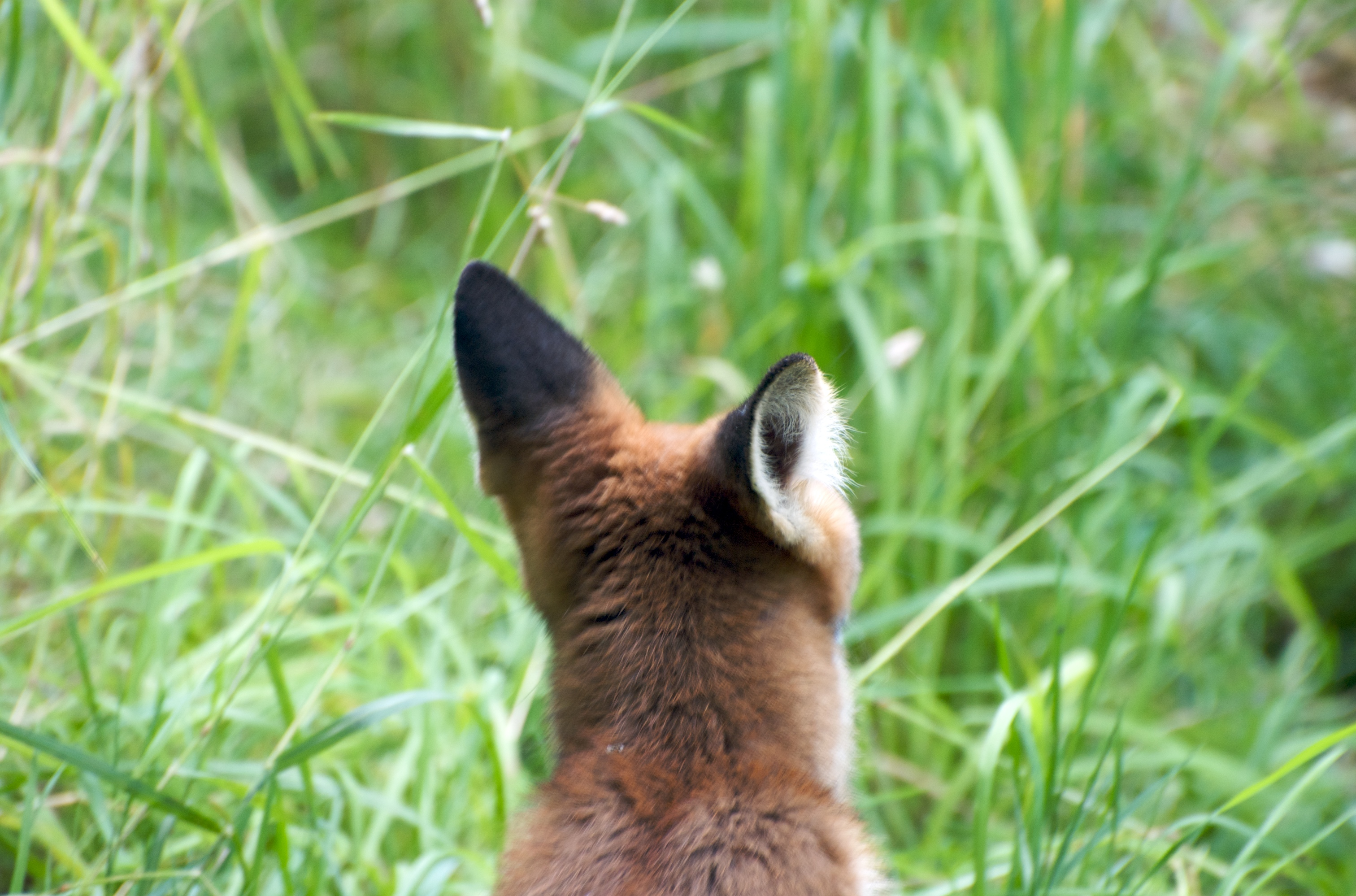
Ecoute à 360° (Renard roux)
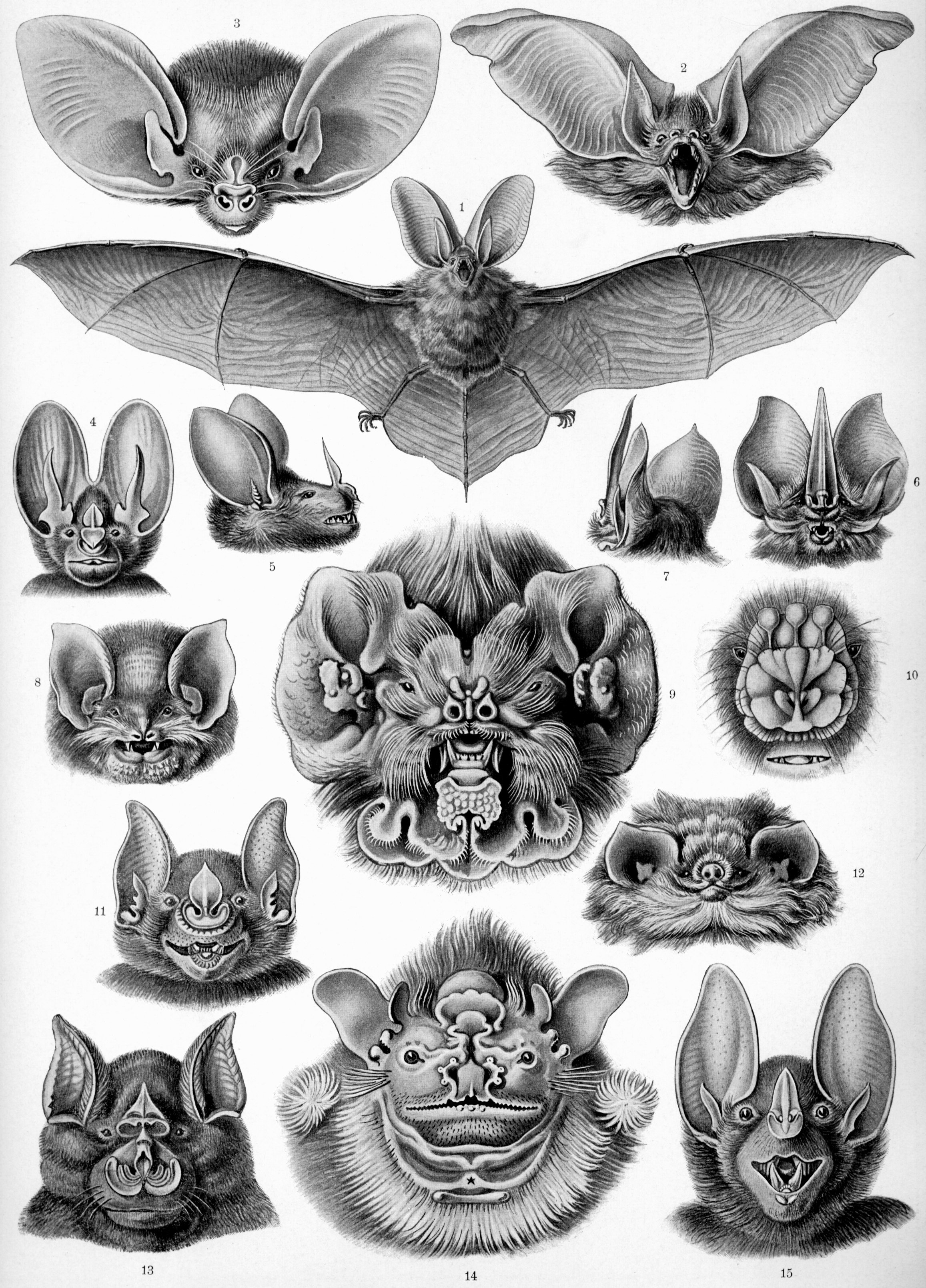
Pavillons auriculaires de chauves-souris
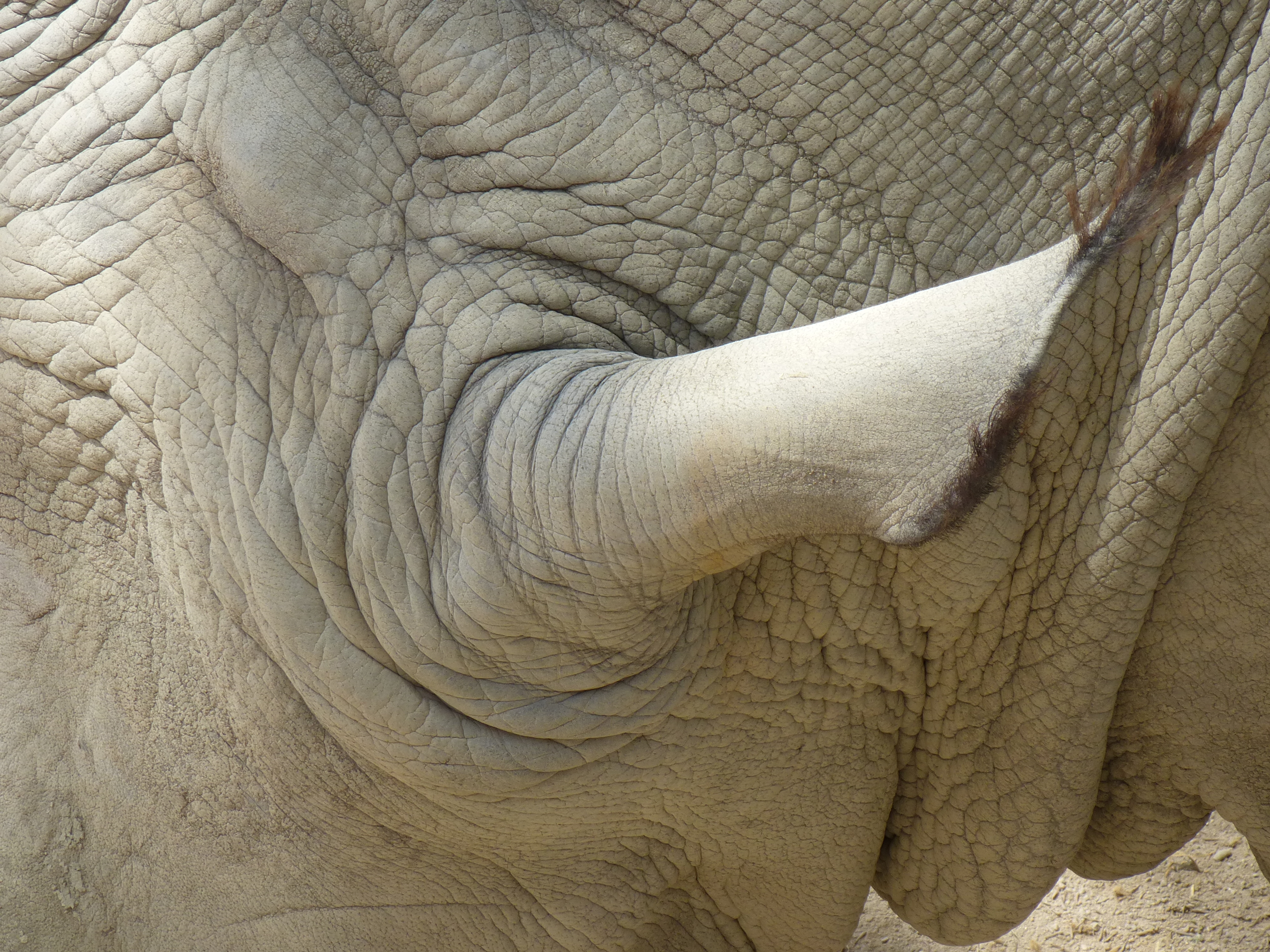
Pavillon en cornet (rhinocéros blanc)
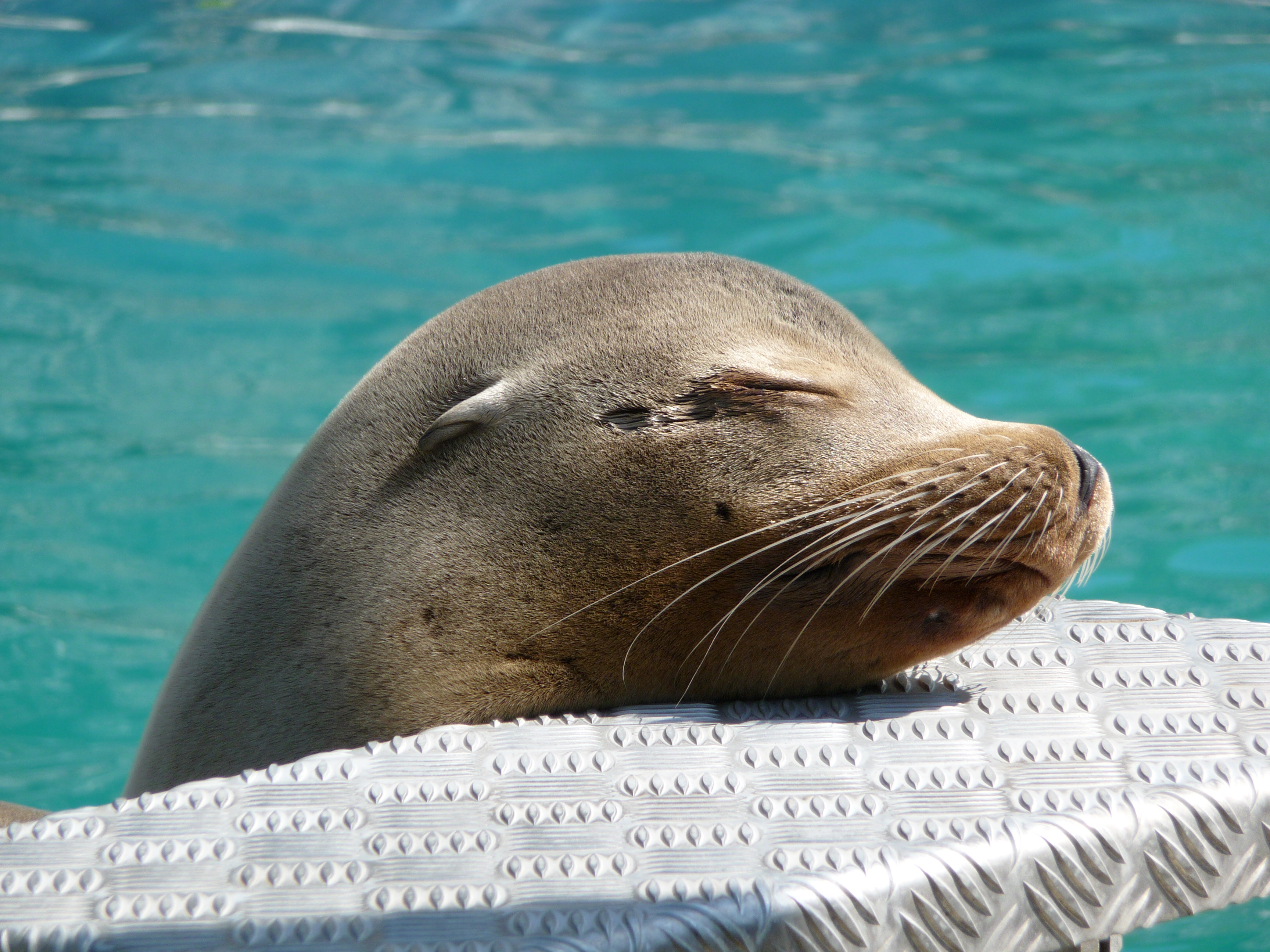
Pavillon très réduit (otarie de Californie)
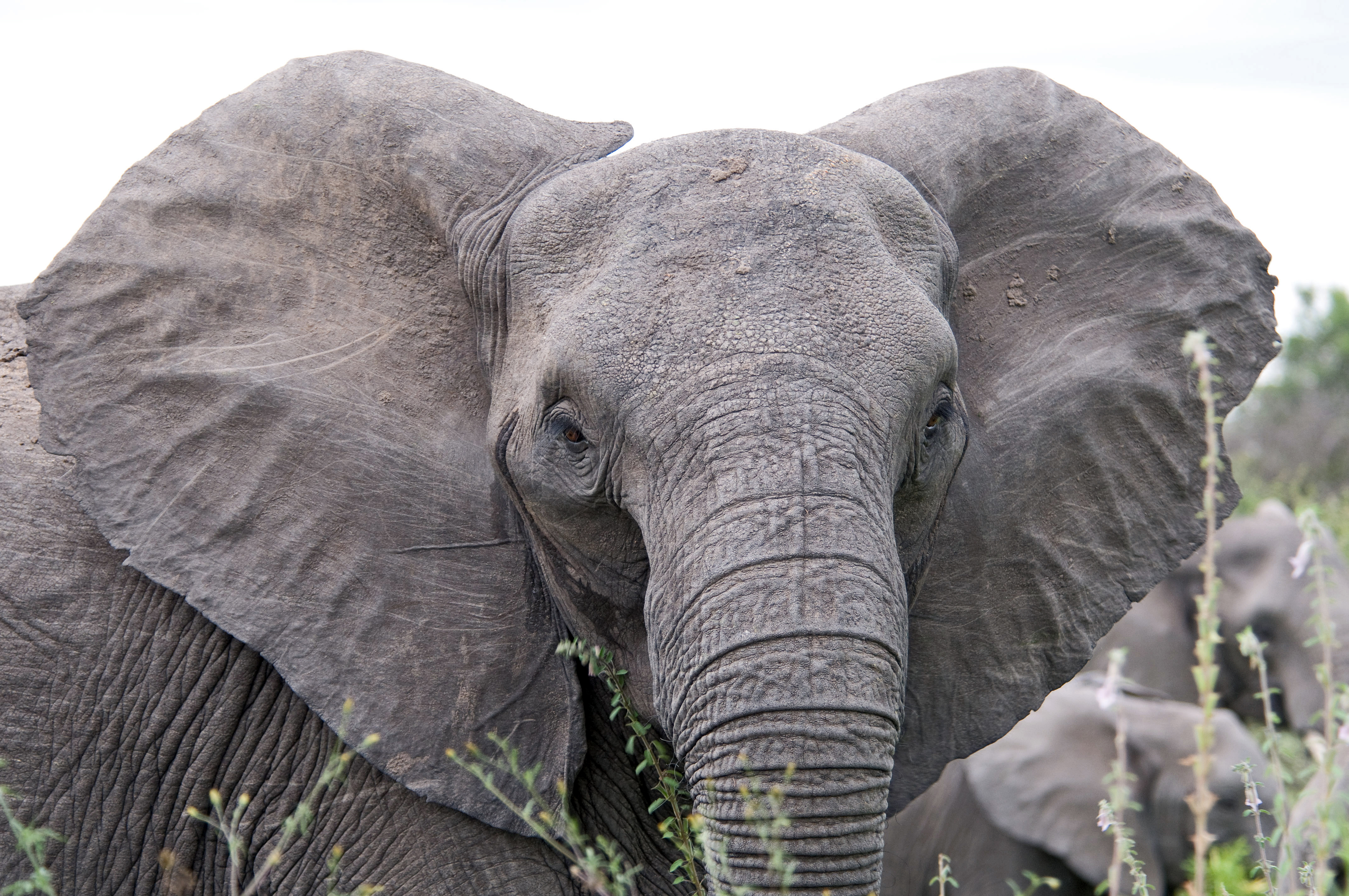
Les larges pavillons d'un éléphant de savane d'Afrique l'aident à se rafraichir et à impressionner
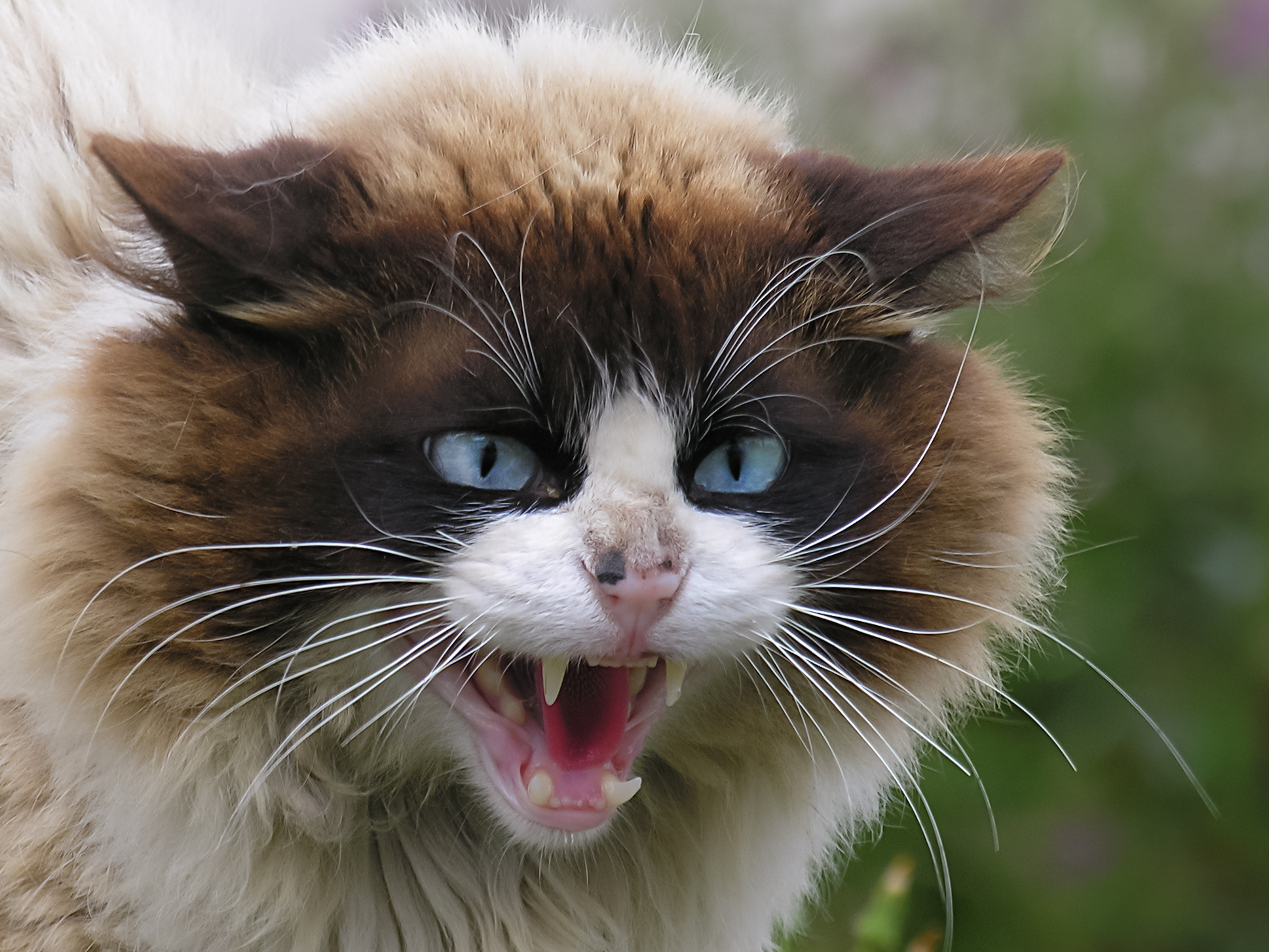
Chat aux oreilles basses, un signe de mécontentement

## Rôle

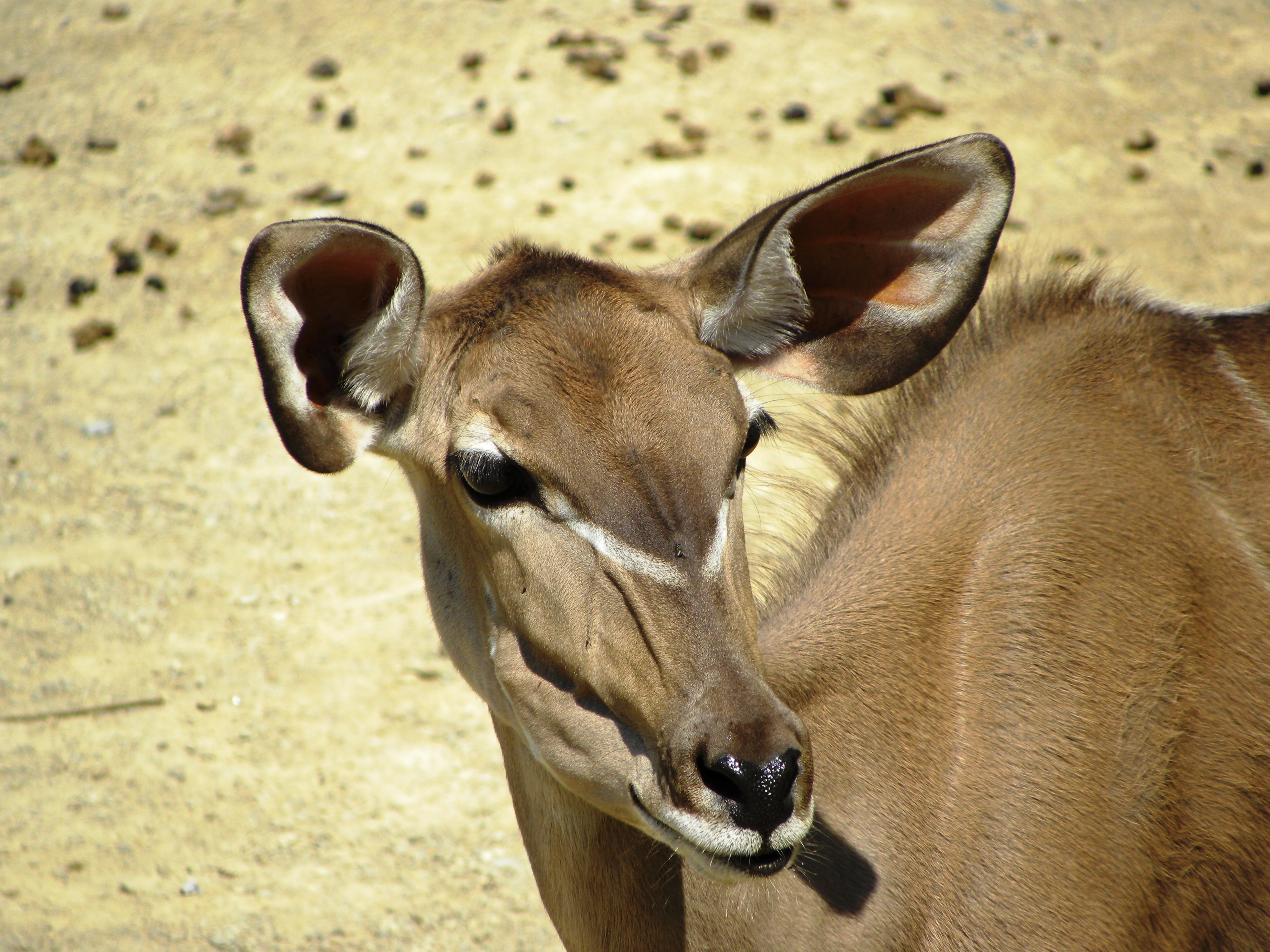
Le pavillon sert de cornet acoustique.

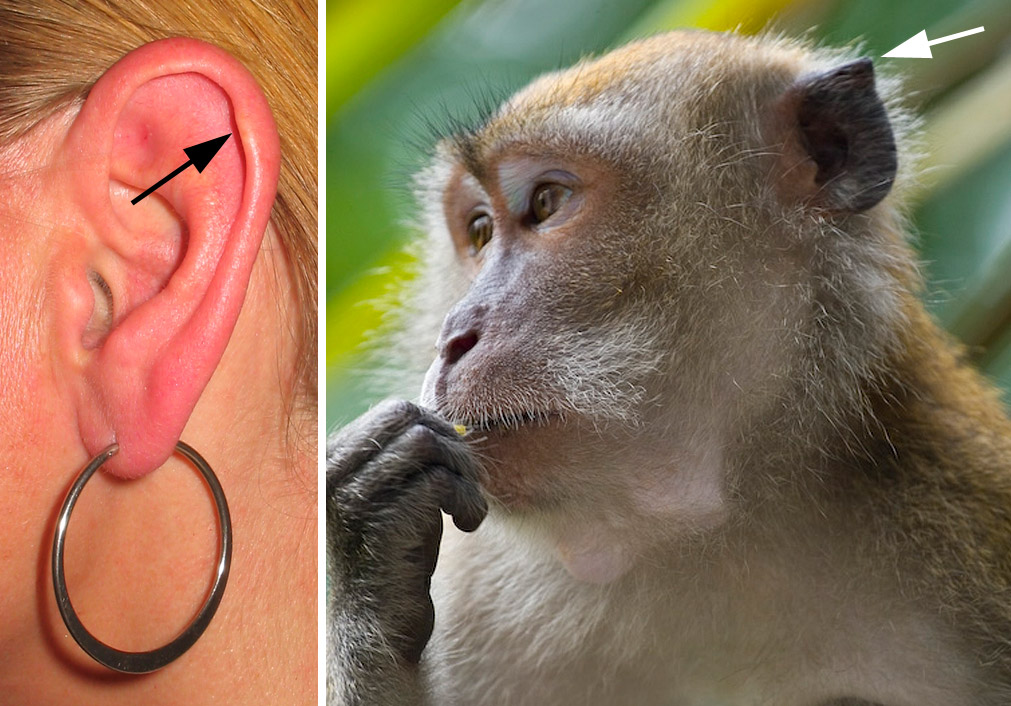
Évolution du pavillon de deux primates (humain et Macaca fascicularis). Voir tubercule de Darwin.

Le pavillon de l'oreille sert principalement à capter et à concentrer les ondes sonores pour les amener à l'intérieur de l'oreille, via le conduit auditif externe, vers le tympan. Les replis permettent de filtrer les sons et aident le cerveau à analyser la provenance du bruit.
Fortement irrigué de vaisseaux sanguins, il joue un rôle dans la climatisation de l'organisme en aidant au refroidissement en cas de forte chaleur ambiante ou de fièvre,.
Les animaux à pavillons mobiles les utilisent aussi comme chasse-mouche au niveau de la face. 
Le pavillon de l'oreille joue aussi un rôle dans l'expression de l'humeur : des oreilles en arrière (chien, chat) ou écartées (éléphant), sont par exemple des signaux visuels à l'adresse de leurs congénères ou de leurs adversaires.

## Évolution
Les pavillons auriculaires sont un trait synapomorphe exclusif aux thériens.
Ils résultent d'une évolution du développement du méat auditif lors de l'embryogenèse, sous l'influence des gènes homéotiques Dlx3, Dlx4 et Dlx5. En particulier, dans le cluster Dlx3–4, il y a beaucoup d'éléments conservés chez tous les thériens. Dlx3 façonne l'arc branchial qui deviendra les mâchoires et les oreilles (ces dernières dérivent des os de la mandibulle au sein des synapsides tandis que c'est le maxillaire dont dérivent les oreilles des diapsides). Les embryons de souris génétiquement modifiés pour exprimer des éléments analogues Dlx3 non-thériens, ont présenté une microtie (en) caractérisée -- ce qui confirme le caractère innovant et exclusif des pavillons auriculaires au sein du taxon thérien.

## Médecine

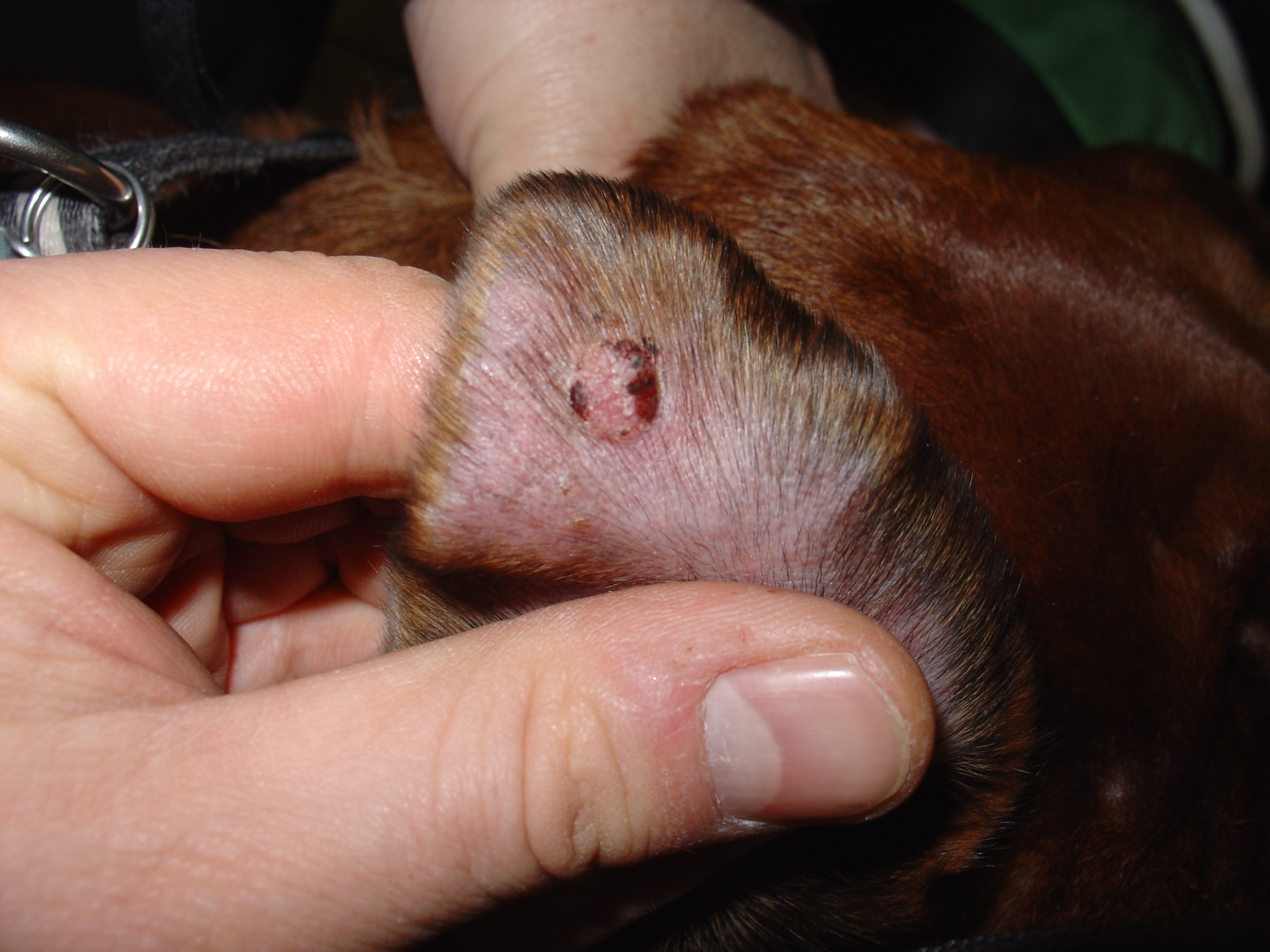
Tumeur bénigne sur l'oreille d'un chien boxer.

L'observation du pavillon auriculaire peut renseigner sur l'état de santé. Par exemple pour diagnostiquer chez le porc une peste porcine africaine.
En acupuncture, le papillon auriculaire est une zone privilégiée de traitement, tant chez l'homme que chez certains mammifères de compagnie.
Autrefois, dans les cas de défaillance auditive humaine, le recours à un cornet acoustique, permettait d'augmenter artificiellement la taille du pavillon auriculaire, à l'image des animaux.
En cas de perte de cet appendice, il est possible de le reconstituer à partir de cartilage costal ou bien la pose d'une épithèse de pavillon.

### Pathologies
- Eczéma
- Érysipèle
- Gelure
- Néoplasme, etc.
- Othématome (hématome de l'oreille)

## Le pavillon de l'oreille dans la culture

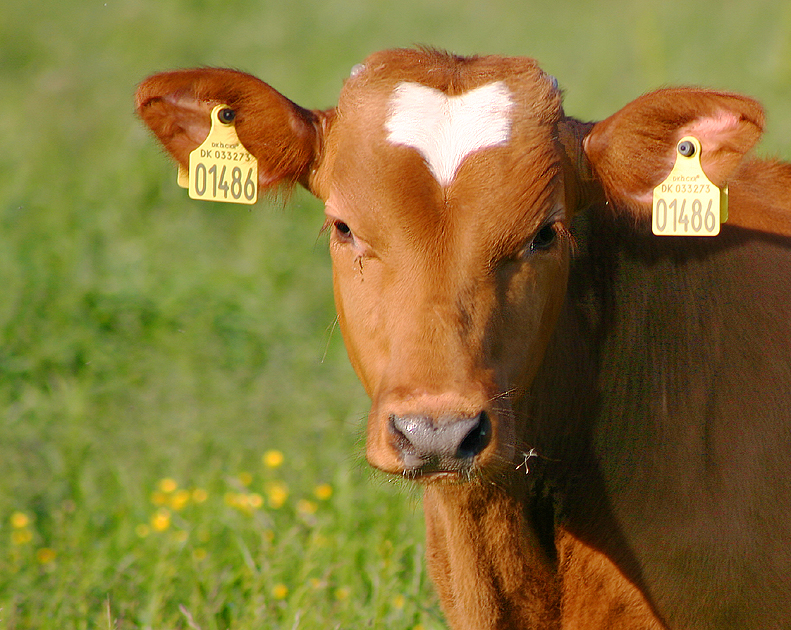
Marquage d'un bovin à l'aide de boucles d'identification.

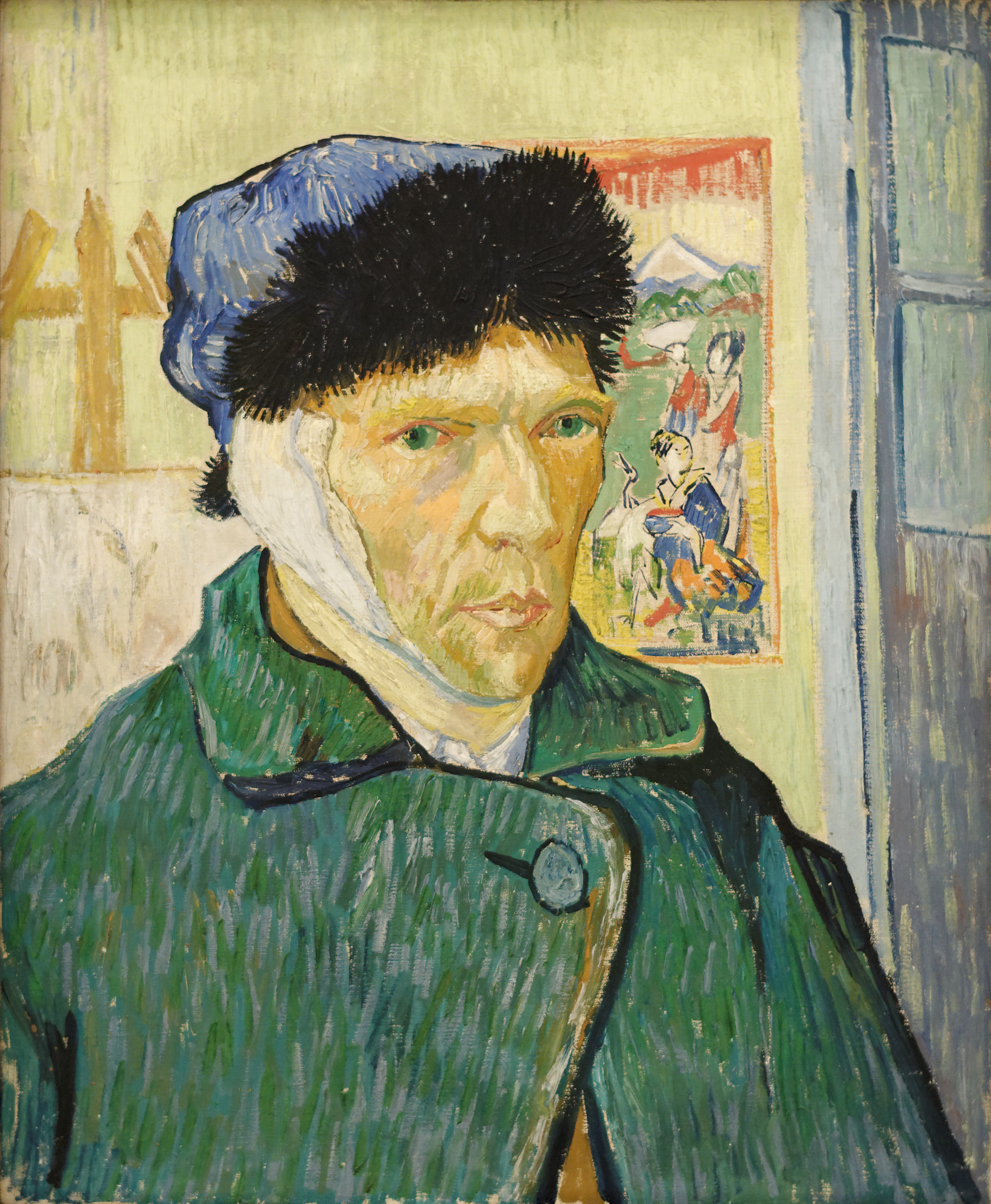
Autoportrait à l'oreille bandée par Vincent van Gogh, 1889.

Le pavillon, et notamment le lobe, est souvent utilisé comme support de divers marquages, implants et ornements : boucle d'oreille, piercing ou autres modifications corporelles, tatouage ou boucle d'identification attestant un droit de propriété sur des animaux, etc.
La perte partielle ou totale du pavillon de l'oreille présente, théoriquement, peu de conséquences graves pour l'organisme si la cicatrisation est correcte. Certains standards de races de chiens comme les Berger de Beauce, préconisaient traditionnellement la réduction du pavillon (otectomie) pour faire remonter les oreilles des individus, pratique controversée ou même interdite en fonction de la législation de chaque pays. Chez l'humain, c'est une mutilation qui peut en revanche revêtir une signification symbolique importante, qu'elle soit infligée comme représailles ou un acte désespéré volontaire. L'une des plus célèbres étant l'automutilation de Vincent van Gogh .